# Фіджійська Вікіпедія
Фіджійська Вікіпедія — розділ Вікіпедії фіджійською мовою. Створена у 2002 році. Фіджійська Вікіпедія станом на 27 березня 2025 року містить 1552 статті, 9988 зареєстрованих користувачів, 20 активних дописувачів, 1 адміністратора
. Загальна кількість сторінок в фіджійській Вікіпедії — 4157, редагувань — 37 382, мультимедійні файли відсутні
. Глибина (рівень розвитку мовного розділу) фіджійської Вікіпедії мала і становить 25.3 пунктів
. 

## Історія
- Листопад 2012 — створена 200-та стаття[3].

## Статистика
Відвідуваність головної сторінки фіджійської Вікіпедії за останні три місяці: